# Église Saint-Romain de Saint-Romain-d'Ay
L'église Saint-Romain est érigée dans la commune de Saint-Romain-d'Ay, département de l'Ardèche en région Auvergne-Rhône-Alpes. Son architecture est de style néogothique. Des éléments peuvent être inspirés de l’église de Quintenas. L'édifice est situé au cœur du chef-lieu de la commune.

## Historique
Les documents cités dans la bibliographie de l'article permettent d'établir la chronologie suivante : 
- 776 : Donation de l’église à l’abbaye de Saint-Claude (Jura) (23 août).
- 1184 : Confirmation de la donation de 776 par l'empereur Frédéric Barberousse (16 décembre).
- 1523 : Mention écrite de l’église dans le « Pouillé de l’Eglise de Vienne ». Saint-Romain-d'Ay et l’ensemble des paroisses vivaroises situées au nord du Doux dépendent alors de l’archidiocèse de Vienne (Isère).
- XVIIe siècle : L’archevêque de Vienne nomme à la cure.
- 1789 : Révolution…
- 1793 : Fermeture de l’église au culte ?
- 1802 : Réouverture officielle au culte : l’église demeure paroissiale dans le cadre de la mise en place de l’organisation temporelle concordataire.
- 1832 : Constitution du cadastre « napoléonien » de Saint-Romain-d'Ay. L’église apparaît sur le plan. Elle se situe au même emplacement que l’église actuelle et est entourée par le cimetière communal.
- 18?? : Reconstruction de l’église Saint-Romain en style néogothique.
- 1906 : Inventaire de l’église dans le cadre de la Loi de séparation des Églises et de l'État. La Croix de l’Ardèche du 4 mars rapporte :  « Saint-Romain-d'Ay - Le percepteur de Satillieu, M Brisset s’est borné à constater que les portes de l’église étaient fermées». Le Journal d’Annonay du 10 mars indique qu’il a été procédé à l’inventaire de l’église.
- 1972 : Campagne de travaux.
- 1994 : La paroisse de Saint-Romain-d'Ay, les autres paroisses catholiques du canton de Satillieu et celle de Lafarre forment l’« Ensemble Inter Paroissial de Satillieu ».
- 2003 : Création de la paroisse « Saint-François Régis des vals d’Ay et de la Daronne », par fusion des paroisses catholiques situées sur les territoires des cantons de Satillieu et de Saint-Félicien à l’exception d’Arlebosc (1er janvier) [1].

## Description générale
Composée d’un clocher sur la façade principale surmontant le portail d’entrée, l’église est à une seule nef voûtée en croisées d’ogive. Son plan suite celui d’une croix latine.

## Vocable
- Saint Romain est le patron de cette église.

## Visite de l'édifice

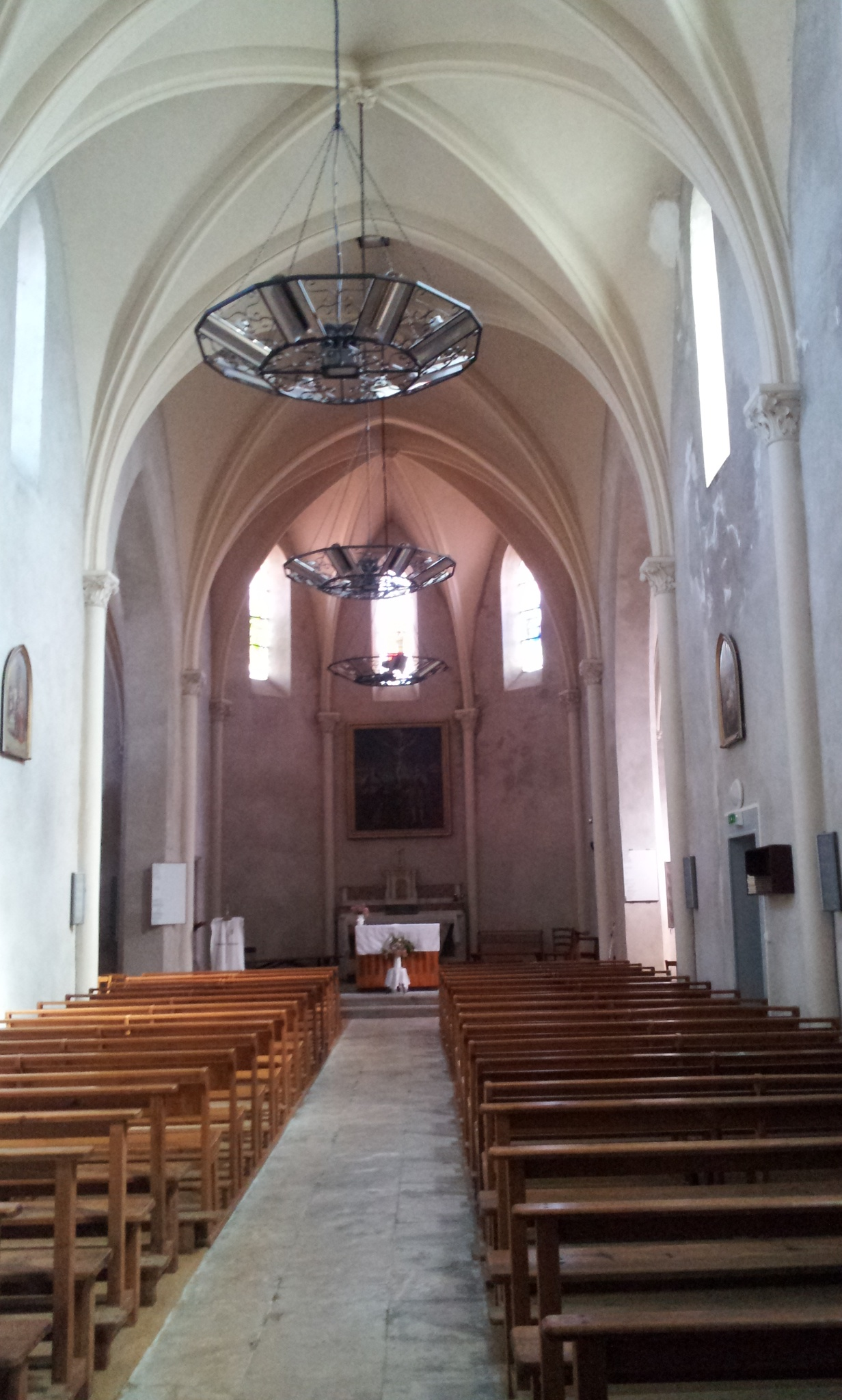
Intérieur de l'église

### Le sanctuaire
Plusieurs éléments aux fonctions liturgiques précises : 
- le siège de présidence,
- la Croix du Christ, se trouvant au dessus du tabernacle,
- l’ambon : un lutrin décoré d’un voile dont la couleur est choisie en fonction du temps liturgique. Il peut donc être vert, blanc, rouge ou violet,
- l’autel,
- le tabernacle, placé au centre de l’abside.

Contemporains avec leurs lignes épurées, l’ambon et l’autel ont été placés à l’issue du Concile Vatican II (deuxième partie du XXe siècle) pour permettre la célébration « face au peuple ».

### Vitraux
Certains vitraux représentent des portraits de saints en pieds.

### Élément sculpté
Le chœur a conservé l’ancien maître-autel en marbre comme décoration centrale et qui sert de support au tabernacle. 

### Tableaux

#### Tableau
L’abside décorée par un tableau représentant La crucifixion.

#### Chemin de croix
Le Chemin de Croix rappelle différents épisodes en quatorze stations du premier vendredi saint : la Passion du Christ.

### Cloches
Plusieurs cloches assurent ici les sonneries civiles (heures) et religieuses.

## Chronologie des curés

### ? – 1994
Un curé, aidé parfois d'un vicaire a la charge de la paroisse dont le territoire correspond approximativement à celui de la commune.

### 1994 – 2003
Une équipe presbytérale dont les membres sont « curés in solidum » (responsables solidairement) a la charge de l’ensemble des paroisses catholiques du canton de Satillieu et de celle de Lafarre (Ensemble Inter Paroissial de Satillieu).

### Depuis 2003
Avec la création de la paroisse Saint-François Régis (Ay, Daronne) dont le territoire comprend les cantons de Satillieu et de Saint-Félicien à l’exception d’Arlebosc, soit les vallées de l’Ay et de la Daronne, une Équipe d’Animation Pastorale (E.A.P.) composée de laïcs en mission et de prêtres nommés « curés in solidum » à la charge de la paroisse nouvelle.